# Attalus varitarsis
Attalus varitarsis é uma espécie de insetos coleópteros polífagos pertencente à família Malachiidae.
A autoridade científica da espécie é Kraatz, tendo sido descrita no ano de 1862.
Trata-se de uma espécie presente no território português.